# Jacob Krüger
Jacob Krüger (født 23. maj 1975) er en tidligere dansk professionel fodboldspiller, som har spillet for AaB i perioden 1995-2004. Gennem karrieren blev det til 172 kampe og en scoring. Jacob Krüger har vundet to danske mesterskaber med AaB i henholdsvis sæsonen 1994/95 og 1998/99. 
Efter sin spillergerning, fortsatte han som sportschef for 1. divisionsklubben Vendsyssel FF. Den 6. juni 2017 blev han præsenteret som teknisk chef hos Vejle Boldklub.